# 10-m²-Rennjolle

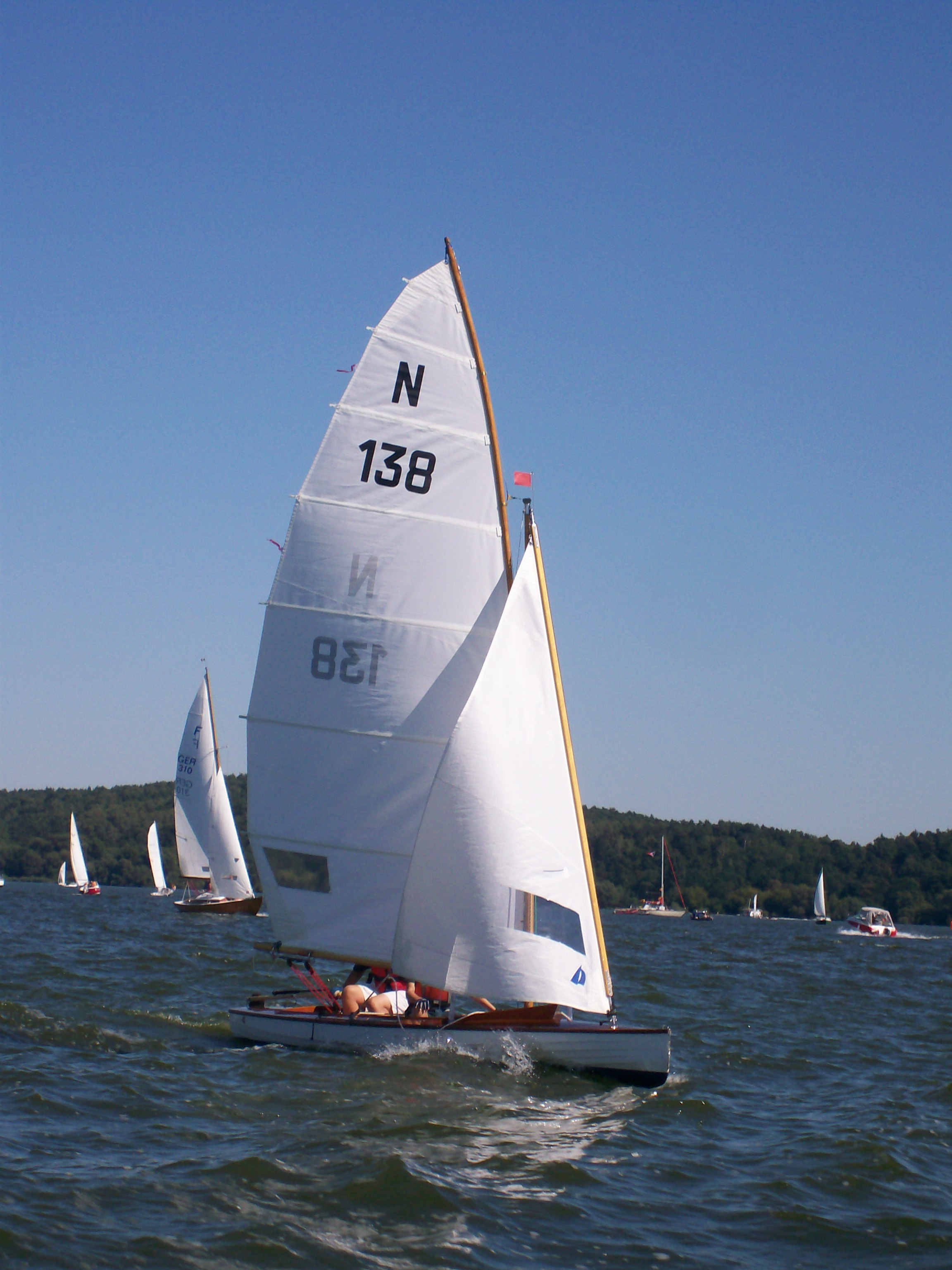
10-m²-Rennjolle CIRCE Bj. 1925 in Berlin/Havel 2008

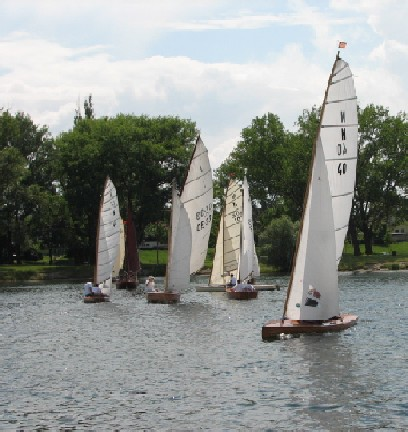
10-m²-Rennjolle BALMUNG Bj. 1933 in Wien / Alte Donau 2008

10-m²-Bundesrennjolle CHICO in Berlin/Havel 1925

10-m²-Rennjolle GRETL in Wien/Alte Donau 1926

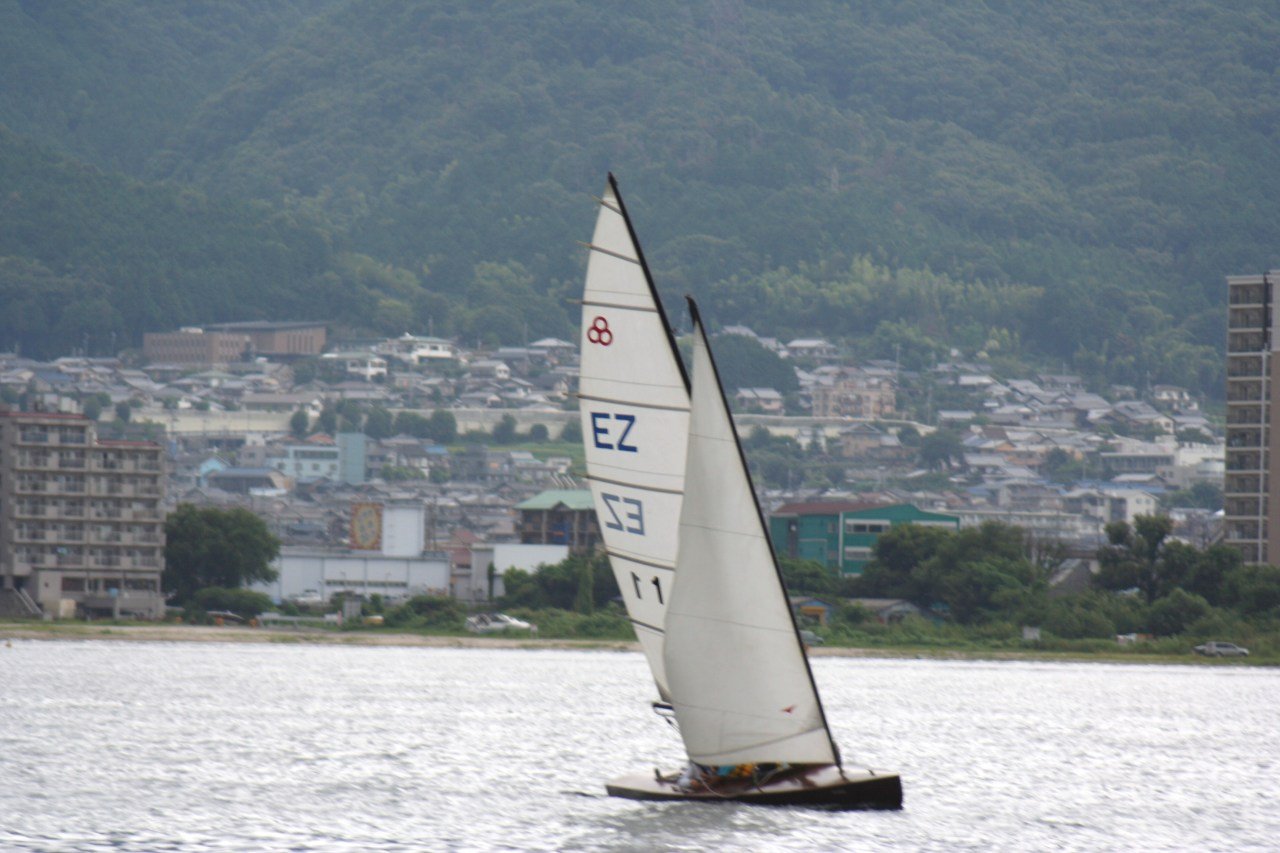
10-m²-Einheitszehner SVARA, Bj. 1939, Biwak-See/Japan 2008

Die 10-m²-Rennjolle, oder auch N-Jolle genannt, ist eine freie Konstruktionsklasse, deren Bauvorschrift lediglich die projizierte Segelfläche von nicht mehr als 10,70 Quadratmetern und einige wenige Materialstärken beim Rumpf vorgibt. Die Jolle darf mit einer Besatzung von max. zwei Personen gesegelt werden.
Sie leitet sich ursprünglich aus der Klasse der Segelgigs ab. Segelgigs wurden in verschiedene Kategorien auf Grund der Segelfläche unterteilt. So hatte ein Segelgig mit 10 m² Segelfläche das Segelzeichen IV. Aus dem IV wurde später das N als Segelzeichen für die 10-m²-Rennklasse, welches so bis heute erhalten blieb.
Die ersten Konstruktionen kamen aus dem deutschen und österreichischen Raum aus der Zeit um 1910. Als Geburtsstunde der 10-m²-Rennklasse kann allerdings der 25. Ordentliche Deutsche Seglertag des DSVb bezeichnet werden, der am 27. November 1921 im Kaiserhof in Berlin tagte und per Beschluss die 10-m²-Gigs der Klasse IV fortan als 10-m²-Rennjollenklasse einstufte.
In der Zeit um 1925 stand für die 10-m²-Rennjolle in Berlin beim Deutschen Segler-Bund ein unterstrichenes „D“ für die sogenannte 10-m²-Bundesrennjolle und bei den Freien Seglerverbänden ein unterstrichenes „C“ im Segel.
In den 1930er Jahren war die Hochblüte. So entstand auch 1932 der von Reinhard Drewitz konstruierte Einheitszehner, welcher als Segelzeichen drei aneinander gereihte Ringe hat, in ähnlicher Weise angeordnet wie beim Olympia-Symbol. Beim Einheitszehner war die Konstruktion genau vorgegeben (Einheitsklasse), so dass bei Regatten exakt gleiche Boote gegeneinander segeln konnten. Fortan gab es neben den Freien Zehnern, bei denen jeder Zehner mitsegeln konnte auch eigenen Einheitszehner-Regatten.
Durch die Ereignisse im Zweiten Weltkrieg und in der Nachkriegszeit gingen viele 10-m²-Rennjollen verloren oder wurden zerstört. Es gab in den 1950er und 1960er Jahren noch einige Neubauten auch aus Sperrholz und Kunststoff. Ende der 1970er Jahre verschwand diese Bootsklasse dann rasch von den Seen. Heute gibt es in Deutschland und Österreich etwa um die 30 Exemplare. Auch in Japan auf dem Biwa-See bei Kyoto befindet sich seit 1939 ein Einheitszehner.
Seit 2010 hat sich die Klasse wieder organisiert und eine Internationale Klassenmeisterschaft auf dem Salzburger Wallersee ausgesegelt, wobei es nur noch eine Freie Zehner Wertung gibt.